# 竹腰正富

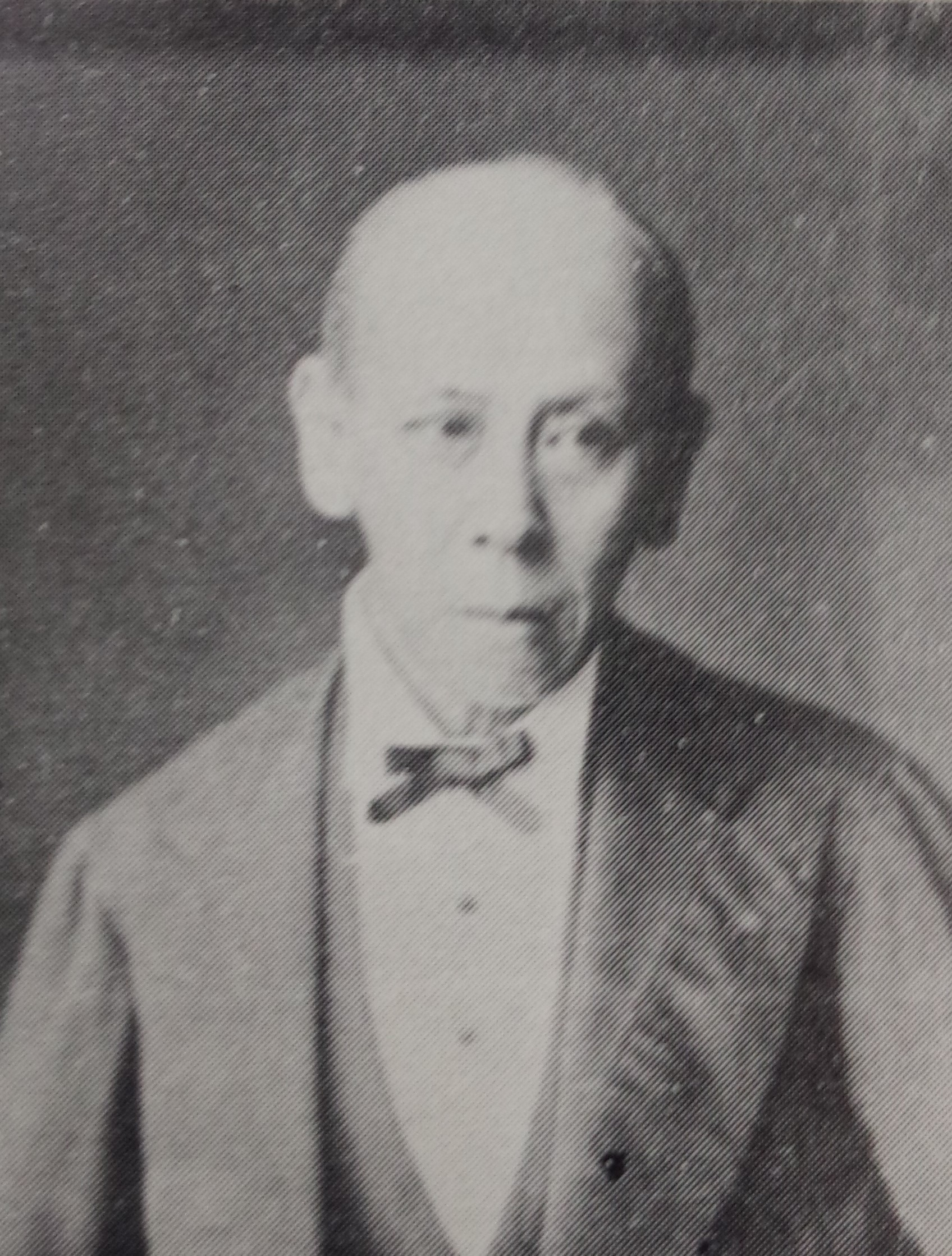
竹腰正富

竹腰 正富（たけのこし まさとみ、文政元年6月30日（1818年8月1日）- 明治17年（1884年）7月24日）は、尾張藩の附家老、美濃国今尾藩の第9代当主。
第8代当主正定の長男。子はなく、尾張藩において徳川義直の血筋の生き残りであったこの系統も正富の代で途絶えることとなった。養子として竹腰正厚、竹腰正旧を迎える。官位は従五位下・兵部少輔。諱は正諟、正美とも。幼名は鉄太郎、万丸。号は篷月（ほうげつ）。生年は文政2年（1819年）とも。
天保3年（1832年）11月、将軍の徳川家斉に初御目見し、12月27日に従五位下・壱岐守に叙任。後に山城守、兵部少輔に改める。天保8年（1837年）11月21日、父・正定が隠居したため跡を継いだ。
尾張徳川家の後継者問題については、将軍家から養子を迎えるなど、成瀬正住ととも幕府寄りな立場をとった。幕末期の藩政のなかでは「ふいご党」に近く、安政の大獄で尾張藩14代藩主徳川慶勝が隠居すると、正富は15代藩主徳川茂徳の下で藩政を取り仕切った。
文久2年（1862年）9月10日、幕府から隠居を命じられた。それにともない、養子の正旧に家督を譲った。さらに、同年9月14日、幕府から領地に戻ること、そして差控を命じられた。前藩主徳川慶勝の政治的な復権にともなう措置であった。
慶応4年（1868年）4月、旧幕府支持の態度により新政府から蟄居を命じられた。明治2年（1869年）3月10日、罪を赦された。ただし、藩政にたずさわることは禁止された。明治17年（1884年）7月24日に死去した。法号は正五位竹腰正美君神儀。墓所は東京都港区虎ノ門の天徳寺。
詩文、和歌、書道、茶道にも通じていた。

## 系譜
父母
- 竹腰正定（父）

養子
- 竹腰正旧 ー 三宅康直の四男